# Elecciones generales de Uruguay de 2004
Las elecciones generales de Uruguay para el período 2005-2010 se realizaron el 31 de octubre de 2004. El resultado fue una victoria para el Frente Amplio, marcando el fin del bipartidismo del Partido Colorado y el Partido Nacional, en el  habían ocupado la presidencia desde que se formaron los dos partidos en la década de 1830.
El líder del Frente Amplio, Tabaré Vázquez, fue electo en su tercera candidatura después de que su partido obtuviera poco más del 50% de los votos, suficientes para que ganara la presidencia en la primera vuelta. Hasta la fecha, esta es la única vez que una elección presidencial se ha decidido sin una segunda vuelta desde que se introdujo el sistema de dos vueltas en 1999. 

## Generalidades
El candidato de centroizquierda Tabaré Vázquez resultó ganador con el 51,67 % de los votos válidos, según el resultado oficial anunciado por la Corte Electoral de Uruguay el 6 de noviembre, siendo proclamado presidente el 8 de noviembre. Asumió el cargo el 1 de marzo de 2005, sustituyendo al anterior presidente Jorge Batlle Ibáñez.
Junto a la elección de Presidente se votó el cargo de vicepresidente, correspondiendo a Rodolfo Nin Novoa, y los cargos de los 30 senadores y 99 diputados. El Senado de la XVI Legislatura quedó compuesto por 16 senadores del Frente Amplio, 11 del Partido Nacional y 3 del Partido Colorado. Por su parte, la Cámara de Diputados tiene 52 miembros frenteamplistas, 36 blancos, 10 colorados y 1 del Partido Independiente.
Además, una de las papeletas de votación correspondió al plebiscito de una reforma constitucional relativa a la explotación estatal de los servicios de agua potable y saneamiento, ganando la opción Sí, con lo que fueron declarados servicio esencial y patrimonio nacional.

## Candidatos (listados por su orden de aparición en el voto)
Los candidatos únicos por partido, emergidos de las elecciones internas de junio de ese año, fueron:
| Partido / Coalición | Partido / Coalición         | Candidato | Candidato | Listas |
| --- | --------------------------- | --------- | --- | --- |
| | Frente Amplio               |           | Tabaré Vázquez: Médico y ex intendente de Montevideo. | Sub-lema: " Para ganar, gobernar y cambiar " MPP. Lista 609: 327.947 votos Nuevo Espacio. Lista 99000: 86.318 votos Corriente Popular. Lista 1303: 25.324 votos Movimiento Atabaque. Lista 7777: 1.402 votos Sub-lema: " Todos por el cambio " Asamblea Uruguay. Lista 2121: 197.906 votos Vertiente Artiguista. Lista 77: 99.718 votos Alianza Progresista. Lista 738: 90.460 votos Sub-lema: "Unidad y pluralismo frenteamplista " Partido Socialista. Lista 90: 165.516 votos Partido Comunista. Lista 1001: 69.045 votos Sub-lema: " Por un país soberano " Movimiento 26 de marzo. Lista 326: 26.161 votos Corriente de Izquierda. Lista 5271: 10.806 votos Partido Socialista de los Trabajadores. Lista 1968: 1.124 votos Movimiento 20 de mayo. Lista 5205: 619 votos Sub-lema: " Unidad Frenteamplista " Partido por la Victoria del Pueblo. Lista 567: 5.578 votos Sub-lema: " Hoja 79" Lista 79: 1.187 votos Sub-lema: " Movimiento Ecologista Agrario" Movimiento Ecologista Agrario. Lista 2010: 1.834 votos Sub-lema: " Liga Federal Frenteamplista" Liga Federal Frenteamplista. Lista 1813: 2.495 votos Sub-lema: " Alternativa Artiguista " Alternativa Artiguista: 322 votos Sub-lema: " POR " Partido Obrero Revolucionario. Lista 871: 1.385 votos |
| | Partido Nacional            |           | Jorge Larrañaga: Abogado. Luego de superar en las elecciones internas al expresidente Luis Alberto Lacalle, de la facción herrerista, y a Cristina Maeso, intentó junto a su compañero de lista, Sergio Abreu, alcanzar la segunda vuelta electoral. | |
| | Partido Colorado            |           | Guillermo Stirling: Después de renunciar al cargo de Ministro del Interior del entonces presidente Jorge Batlle, debió vencer en las internas a Alberto Iglesias y a Ricardo Lombardo. Su compañero de lista, candidato a la vicepresidencia, fue Tabaré Viera. | |
| | Partido Independiente       |           | Pablo Mieres: Surgido de una escisión del Nuevo Espacio, el Partido Independiente se presentó ante la cuidadanía como un actor político alejado de las rencillas por la Presidencia, aspirando a ser "el fiel de la balanza". Su compañero de fórmula fue Iván Posada. Obtuvieron una sobria votación, manteniendo un diputado de tres que tenían.                       | |
| | Partido Intransigente       |           | Víctor Lissidini: Exdirector de Aduanas, integraba el Partido Colorado, al que renunció luego de su paso por la cárcel tras cumplir condena por usurpación de funciones, cargo del que fuera absuelto por la Suprema Corte de Justicia años después. Luego de su liberación en 2003 fundó el Partido Intransigente. La candidata a la vicepresidencia fue Mirta Ducuing. | |
| | Unión Cívica                |           | Aldo Lamorte | |
| | Partido Liberal             |           | Julio Vera | |
| | Partido de los Trabajadores |           | Rafael Fernández | |
| |                             |           | | |
| - Sub-lema: "Para ganar, gobernar y cambiar" 1. MPP. Lista 609: 327.947 votos 2. Nuevo Espacio. Lista 99000: 86.318 votos 3. Corriente Popular. Lista 1303: 25.324 votos 4. Movimiento Atabaque. Lista 7777: 1.402 votos - Sub-lema: "Todos por el cambio" 1. Asamblea Uruguay. Lista 2121: 197.906 votos 2. Vertiente Artiguista. Lista 77: 99.718 votos 3. Alianza Progresista. Lista 738: 90.460 votos - Sub-lema: "Unidad y pluralismo frenteamplista" 1. Partido Socialista. Lista 90: 165.516 votos 2. Partido Comunista. Lista 1001: 69.045 votos - Sub-lema: "Por un país soberano" 1. Movimiento 26 de marzo. Lista 326: 26.161 votos 2. Corriente de Izquierda. Lista 5271: 10.806 votos 3. Partido Socialista de los Trabajadores. Lista 1968: 1.124 votos 4. Movimiento 20 de mayo. Lista 5205: 619 votos - Sub-lema: "Unidad Frenteamplista" 1. Partido por la Victoria del Pueblo. Lista 567: 5.578 votos - Sub-lema: "Hoja 79" 1. Lista 79: 1.187 votos - Sub-lema: "Movimiento Ecologista Agrario" 1. Movimiento Ecologista Agrario. Lista 2010: 1.834 votos - Sub-lema: "Liga Federal Frenteamplista" 1. Liga Federal Frenteamplista. Lista 1813: 2.495 votos - Sub-lema: "Alternativa Artiguista" 1. Alternativa Artiguista: 322 votos - Sub-lema: "POR" 1. Partido Obrero Revolucionario. Lista 871: 1.385 votos |                             |           | | |

## Plebiscito del agua
El Plebiscito del agua en Uruguay refrendó la aprobación de una reforma constitucional sobre la gestión y administración del agua potable y saneamiento.
Se convocó a este plebiscito para decidir si la empresa estatal monopólica del servicio de agua potable en el Uruguay, OSE, se podría asociar con empresas privadas o se permitiría que surgieran empresas privadas, lo que significaría perder el monopolio. Quienes sufragaban por el SÍ votaban por mantener el monopolio estatal.
Lo que decidió la población con un 64.58% fue esta última opción.
| Votos opción SI |
| 1.440.006       |
| 64.58 %         |

## Hojas de Votación
| Hojas de votación           | Montevideo | Interior |
| Partido Nacional            | 8          | 75       |
| Partido Colorado            | 5          | 73       |
| Frente Amplio               | 17         | 248      |
| Partido Independiente       | 2          | 19       |
| Partido Intransigente       | 1          | 17       |
| Unión Cívica                | 3          | 19       |
| Partido Liberal             | 2          | 4        |
| Partido de los Trabajadores | 1          | 8        |
| Total                       | 40         | 471      |

## Resultados
- Una aclaración pertinente:

Resultados por circunscripción electoral.

A partir de las modificaciones electorales introducidas por la reforma constitucional de 1996, que introducía el balotaje o segunda vuelta electoral para el cargo de Presidente de la República, empezó a tomar mayor relevancia los votos en blanco y anulados. Esto se debe a que la normativa que determina la existencia de una segunda vuelta a nivel presidencial, obliga a que un candidato obtenga el 50% de los votos emitidos (válidos + blancos + anulados) en las elecciones de octubre o primera vuelta para evitar que se produzca una segunda vuelta en noviembre (artículo 151 de la Constitución). Desde entonces, se ha vuelto un hecho común contabilizar los votos blancos o anulados como votos válidos en las elecciones de todo tipo en Uruguay, sea de tipo presidencial, legislativo o municipal, tal como los votos que efectivamente expresan una preferencia por un lema y candidato determinado. Considerando que durante casi un siglo nunca se tomaron en cuenta en el cálculo de porcentajes los votos en blanco o nulos, vale ahora aclarar que a partir de esta elección, el cálculo del porcentaje de votos recibido por cada candidato o lema toma en cuenta los votos válidos, aunque también se puede calcular a partir de los votos emitidos. En la elección legislativa esta disyuntiva no se plantea, dado que el voto en blanco o nulo no contabiliza para la adjudicación de bancas legislativas, como tampoco en lo municipal, para la adjudicación de curules en las Juntas Departamentales. En el caso de las elecciones internas de los partidos políticos, tampoco, en el sentido que no contabiliza para la adjudicación de cargos para los cargos de convencional para la integración del Organismo Deliberativo Nacional o del Organismo Deliberativo Departamental.

### Resultados presidenciales oficiales
Al haber superado la fórmula del FA más del 50% de los votos emitidos (50.45% de los mismos), no hubo necesidad de una realización de una segunda vuelta. 
| Partido político / Coalición   | Fórmula presidencial                  | Votos     | Porcentaje | Senadores | Diputados | Resultado        |
| ------------------------------ | ------------------------------------- | --------- | ---------- | --------- | --------- | ---------------- |
| Frente Amplio                  | Tabaré Vázquez - Rodolfo Nin Novoa    | 1.124.761 | 51,68 %    | 16/30     | 52/99     | Fórmula ganadora |
| Partido Nacional               | Jorge Larrañaga - Sergio Abreu        | 764.739   | 35,13 %    | 11/30     | 36/99     |                  |
| Partido Colorado               | Guillermo Stirling - Tabaré Viera     | 231.036   | 10,61 %    | 3/30      | 10/99     |                  |
| Partido Independiente          | Pablo Mieres - Iván Posada            | 41.011    | 1,88 %     | 0/30      | 1/99      |                  |
| Partido Intransigente          | Víctor Lissidini - Mirta Ducuing      | 8.572     | 0,39 %     | 0/30      | 0/99      |                  |
| Unión Cívica                   | Aldo Lamorte - Eduardo Evangelista    | 4.859     | 0,22 %     | 0/30      | 0/99      |                  |
| Partido Liberal                | Julio Vera - Jorge Borlandelli        | 1.548     | 0,07 %     | 0/30      | 0/99      |                  |
| Partido de los Trabajadores    | Rafael Fernández - María Luisa Suárez | 513       | 0,02 %     | 0/30      | 0/99      |                  |
| Plebiscitos                    | Plebiscito del agua en Uruguay        | 1.440.004 | 64,58 %    | 64,58 %   | 64,58 %   | Aprobado         |
| Votos anulados                 | Votos anulados                        | 21.383    | 0,96 %     | 0,96 %    | 0,96 %    |                  |
| Votos en blanco                | Votos en blanco                       | 31.031    | 1,39 %     | 1,39 %    | 1,39 %    |                  |
| Votos observados anulados      | Votos observados anulados             | 199       | 0,01%      | 0,01%     | 0,01%     |                  |
| Total de votos válidos         | Total de votos válidos                | 2.177.039 | 2.177.039  | 2.177.039 | 2.177.039 |                  |
| Total de votos emitidos        | Total de votos emitidos               | 2.229.423 | 2.229.423  | 2.229.423 | 2.229.423 |                  |
| Total de electores habilitados | Total de electores habilitados        | 2.488.004 | 2.488.004  | 2.488.004 | 2.488.004 |                  |

| Departamentos ganados por el Frente Amplio (7)     |
| Departamentos ganados por el Partido Nacional (12) |

| Departamentos  | Tabaré Vázquez | Tabaré Vázquez | Jorge Larrañaga | Jorge Larrañaga | Guillermo Stirling | Guillermo Stirling | SI     | NO     |
| Departamentos  | Votos          | %              | Votos           | %               | Votos              | %                  | %      | %      |
| -------------- | -------------- | -------------- | --------------- | --------------- | ------------------ | ------------------ | ------ | ------ |
| Artigas        | 16.220         | 32,06%         | 24.517          | 48,46%          | 8.563              | 16,93%             | 59,69% | 40,31% |
| Canelones      | 161.879        | 53,17%         | 98.844          | 32,47%          | 28.044             | 9,21%              | 67,51% | 32,49% |
| Cerro Largo    | 23.111         | 38,04%         | 29.129          | 47,95%          | 6.700              | 11,03%             | 67,30% | 32,70% |
| Colonia        | 36.677         | 41,41%         | 37.302          | 42,11%          | 10.136             | 11,44%             | 70,28% | 29,72% |
| Durazno        | 13.524         | 33,12%         | 19.456          | 47,65%          | 6.117              | 14,98%             | 53,95% | 46,05% |
| Flores         | 6.049          | 31,74%         | 9.567           | 50,20%          | 2.796              | 14,67%             | 41,40% | 58,60% |
| Florida        | 21.042         | 41,26%         | 20.495          | 40,18%          | 7.413              | 14,53%             | 52,82% | 47,18% |
| Lavalleja      | 14.612         | 31,74%         | 22.122          | 48,05%          | 7.189              | 15,62%             | 44,26% | 55,74% |
| Maldonado      | 46.945         | 47,81%         | 36.218          | 36,89%          | 9.278              | 9,45%              | 51,00% | 49,00% |
| Montevideo     | 565.974        | 61,33%         | 226.552         | 24,55%          | 76.099             | 8,25%              | 69,09% | 30,91% |
| Paysandú       | 35.053         | 45,26%         | 35.357          | 45,65%          | 4.720              | 6,09%              | 70,08% | 29,92% |
| Río Negro      | 14.240         | 39,73%         | 15.558          | 43,40%          | 4.926              | 13,74%             | 74,77% | 25,23% |
| Rivera         | 21.300         | 30,03%         | 32.006          | 45,12%          | 15.419             | 21,74%             | 47,96% | 52,04% |
| Rocha          | 22.879         | 43,85%         | 20.196          | 38,71%          | 6.534              | 12,52%             | 68,93% | 31,07% |
| Salto          | 35.359         | 43,43%         | 31.823          | 39,09%          | 11.610             | 14,26%             | 60,15% | 39,85% |
| San José       | 29.277         | 42,80%         | 29.663          | 43,36%          | 6.683              | 9,77%              | 51,85% | 48,15% |
| Soriano        | 26.332         | 43,07%         | 25.617          | 41,90%          | 7.015              | 11,47%             | 69,07% | 30,93% |
| Tacuarembó     | 21.241         | 32,58%         | 33.931          | 52,05%          | 7.887              | 12,10%             | 60,12% | 39,88% |
| Treinta y Tres | 13.047         | 37,48%         | 16.386          | 47,08%          | 3.907              | 11,22%             | 56,93% | 43,07% |
| Total          | 1.124.761      | 51,68%         | 764.739         | 35,13%          | 231.036            | 10,61%             | 64,61% | 35,39% |

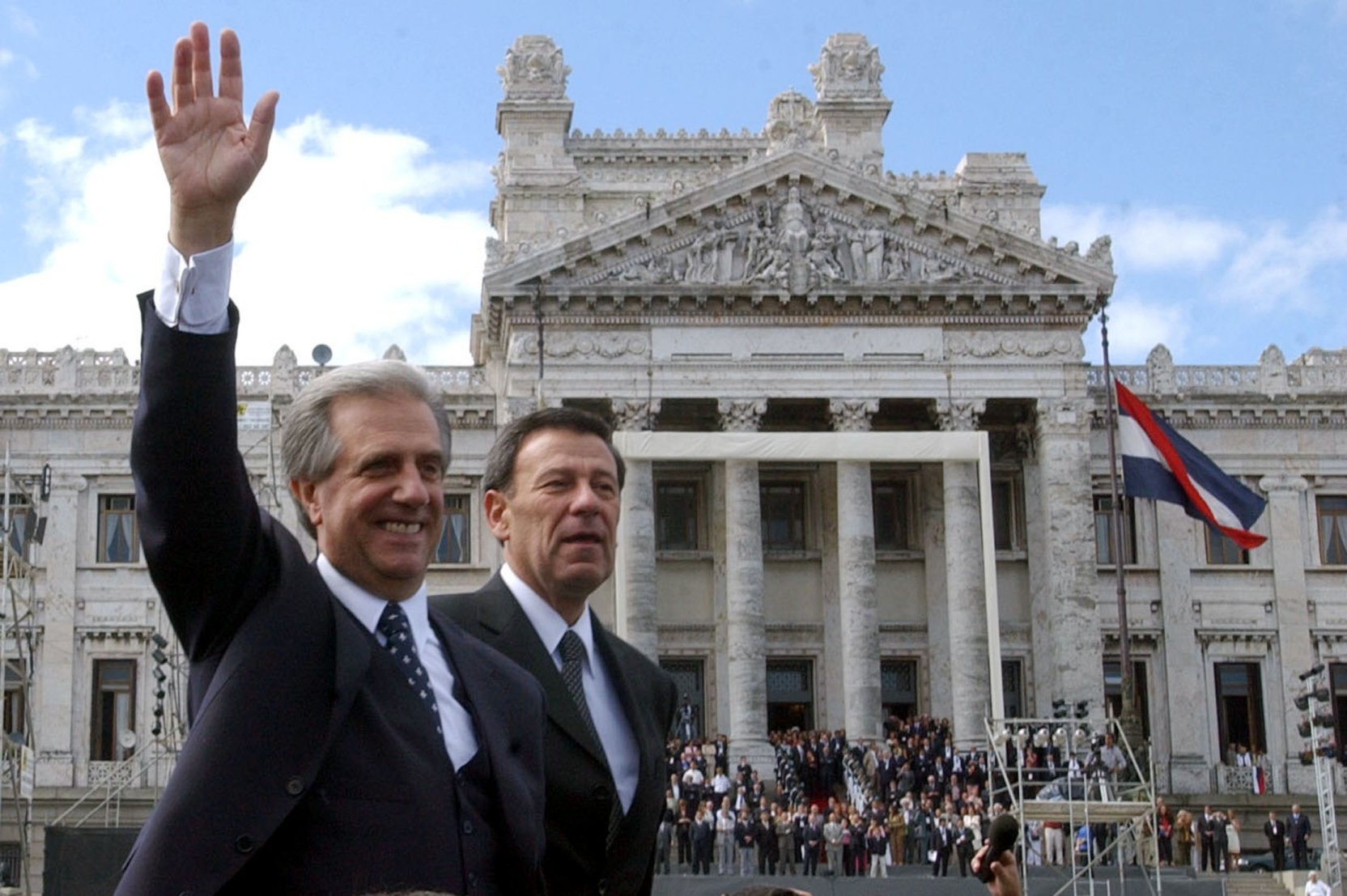
Tabare Vázquez en asunción con Rodolfo Nin Novoa

Fuentes: 1) Primera Elección Uruguay del Siglo XXI, Jorge L. Marius y Wilfredo Giménez, Ediciones de la Proa, 2005, pág. 86.
2) Las Claves del Cambio, Ciclo electoral y nuevo gobierno 2004/2005, Instituto de Ciencia Política, Ediciones de la Banda Oriental, 2005, pág. 343.